# Ulrich von Halberstadt
Ulrich von Halberstadt, Graf von Reinstein, (geboren vor 1133; gestorben am 30. Juli 1180 im Kloster Huysburg) war von 1150 bis 1160 und erneut von 1177 bis 1180 Bischof von Halberstadt.

## Leben
Ulrich war von 1133 bis 1150 Dekan der Bischofskirche und Propst am Liebfrauenstift in Halberstadt und wurde anschließend 1150, nach dem Tod Bischof Rudolphs I. am 6. Oktober 1149, von Erzbischof Heinrich I. zum Bischof geweiht. Er förderte die Stifte der Augustiner-Chorherren und setzte sich 1153 gegen einen Aufstand der Halberstädter Bürger durch. 1154 wurden ihm durch Friedrich I. die Regalien entzogen, da er sich weigerte, am 1. Italienzug teilzunehmen. 1156 wurden ihm diese wieder verliehen.
Ulrich verbündete sich mit dem Markgrafen Albrecht dem Bären, um so dem wachsenden Einfluss der welfischen Herzöge zu begegnen. Diese Allianz ließ der Markgraf auf einer seiner Münzprägungen festhalten, auf dem Brakteat sind beide nebeneinander dargestellt. Gemeinsam mit diesem und dessen Gemahlin Markgräfin Sophia von Brandenburg unternahm er im Februar 1158 eine Pilgerfahrt ins gelobte Land. Im Jahr 1160 wurde er als Bischof abgesetzt, da er ein Anhänger von Papst Alexander III. war. Der sächsische Herzog Heinrich der Löwe war maßgeblich an seiner Absetzung und Verbannung beteiligt. In den Jahren 1164 bis 1168 weilte Ulrich im Erzbistum Salzburg. Durch den „Vertrag von Anagni“ im Jahr 1176 setzte Alexander III. Ulrich wieder in sein Amt als Bischof ein. Sogleich forderte er die Heinrich dem Löwen durch Bischof Gero zwischenzeitlich übertragenen Lehen zurück und erklärte die durch Gero erfolgten Weihen für ungültig. Heinrich weigerte sich, die Güter zurückzugeben, so dass Ulrich einen Bann über den Herzog verhängte. Dieser ließ daraufhin die bischöfliche Hornburg zerstören, fiel 1179 in das Bistum ein, nahm Ulrich gefangen und ließ am 23. September 1179 Halberstadt niederbrennen. Nach seiner Freilassung, für die er dem Herzog die Lehen in Halberstadt überlassen und den Bann lösen musste, bemühte sich Ulrich darum, die wirtschaftliche Macht des Bistums zu festigen.

## Wirken
- 1154 ließ er das Schloss Langenstein in Halberstadt errichten.[8]
- 1158 weihte er die neu errichtete Kirche St. Ägidien in Rautheim.[9]
- 1178 ließ er die Festung in Hornburg neu errichten, um von dort und aus Halberstadt Truppen gegen Heinrich den Löwen zu entsenden oder Überfälle auf dessen Besitzungen auszuüben.

## Münzprägungen
In Halberstadt ließ Ulrich zahlreiche Münzen prägen, die im Zusammenhang mit dem Heiligen Stephanus standen. Drei der erhaltenen Brakteaten stammen aus einem Münzfund aus Freckleben.
Münzkabinett der Staatlichen Museen zu Berlin
- Brustbild Bischof Ulrichs, rechts der Heilige Stephanus.[11]
- Ovdalricus cs Stephanus um 1149–1155[12]
- Sanctus Stephanus Prothomartyr Steinigung des heiligen Stephanus um 1160–1177[13]
- Markgraf Albrecht und Bischof Ulrich über einer Mauerbrüstung, um 1160[5]

Kulturstiftung Sachsen-Anhalt – Kunstmuseum Moritzburg
- Brakteat Münzstätte Halberstadt (Ulrich von Reinstein) – Stephanus[14]
- Brakteat Münzstätte Halberstadt (Ulrich von Reinstein) – Ulrich (Bischof mit Krummstab und Bibel) und Stephanus[15]